# Kirchhoffs strålningslag
Kirchhoffs lag för värmestrålning säger att en ytas spektrala emissivitet är lika med dess spektrala absorptionsfaktor vid varje temperatur och våglängd. Mörka material glöder starkare än reflekterande eller genomskinliga material. Lagen formulerades 1859 av Gustav Kirchhoff på grund av ett termodynamiskt resonemang om strålningsjämvikt mellan kroppar av samma temperatur. Det ledde till idén att det finns en universell funktion för svartkroppsstrålning.
Emissiviteten, {\displaystyle e}, för ett material är kvoten mellan dess utstrålade energi och utstrålad energi från en svartkropp vid samma temperatur. Det är ett mått på ett materials förmåga att absorbera och avge (strålnings-)energi. En ideal svartkropp har  {\displaystyle e=1} medan verkliga material har {\displaystyle 0<e<1}.